# Пріор Кратський
Пріо́р Кра́тський — голова Ордену госпітальєрів у Португалії. Титул походить від назви поселення і сеньйорії Крату, яка була надана хрестоносцям 1232 року за правління португальського короля Саншу ІІ. До 1340 року голови португальських госпітальєрів мали резиденцію в Лесі й називалися пріорами Леськими; після битви при Саладо її перенесли до Крату, що призвело до зміни титулу. 1789 року землі ордену перейшли до корони.

## Пріори
- 1527—1555: Луїш, син короля Мануела І.
- 1555—1580: Антоніу, позашлюбний син Луїша.